# Цешау, Генрих Вильгельм фон
Генрих Вильгельм фон Цешау (нем. Heinrich Wilhelm von Zeschau; 22 августа 1760, Гаренхен, близ Луккау, Рейпланд-Пфальц — 14 ноября 1832, Дрезден) — саксонский военачальник, генерал-лейтенант (1810), действительный тайный советник, статс-секретарь и губернатор Дрездена.

## Биография
Сын старейшины округа Луккау. В 14-летнем возрасте поступил в Военную школу в Вильхельмштайне, где подружился на всю жизнь с Г. Шарнхорстом, будущим военачальником, военным теоретиком и реформатором.
В октябре 1777 года получил чин секунд-лейтенанта и был направлен на службу в артиллерию княжества Шаумбург-Липпе. В июне 1778 года переведен секунд-лейтенантом в саксонский пехотный полк курфюрста. В 1789 году произведен в премьер-лейтенанты.
Участник Войны первой коалиции. В 1793 году сражался при Кайзерслаутерне, участвовал в осаде Майнца.
До 1795 года служил адъютантом командующего саксонскими войсками генерала фон Линдта. В чине майора участвовал в сражениях русско-австро-французской войны, отличился в 1805 году в битве под Аустерлицем и в битве при Заальфельде, битвах при Йене и Ауэрштедте (1806).
С 1808 года — подполковник и флигель-адъютант Его Величества. В 1809 году был переведен в пехотный полк в Баутцене.
После начала австро-французской войны 1809 года отозван в Дрезден, где назначен начальником Генерального штаба саксонских войск, подчиненных маршалу Ж. Бернадоту. В марте того же года получил чин полковника, а 8 апреля по представлению Бернадота произведен в генерал-майоры и назначен командиром пехотной бригады, во главе которой отличился в Ваграмской битве.
После заключения мира в 1810 году вернулся в Дрезден, где получил чин генерал-лейтенанта и стал командиром дивизии в Саксонии. Принимал активное участие в реорганизации саксонской армии.
Весной 1812 года Зешау принял участие во встрече германских монархов с императором Наполеоном в Дрездене в качестве генерал-адъютанта короля Пруссии.
Во время похода 1812 года Великой армии в Россию оставался в Саксонии, где под его командование были поставлены все оставшиеся на родине саксонские войска.
В начале 1813 года командовал новыми формированиями саксонской армии и был комендантом крепости Торгау. Сражался в войсках генерала Иоганна фон Тильмана, затем был командующим в Кёнигштайне. В 1813 году стал командиром 2-й саксонской дивизии, во главе которой участвовал в сражении при Гросберене.
После того, как саксонские войска во время «Битвы народов» у Лейпцига перешли на сторону союзников, остался верен Наполеону в решающем сражении и после поражения сопровождал короля Фридриха Августа в заключение во Фридрихсфельде, а в 1815 в Пресбург и Лаксенбург.
После возвращения в Дрезден в 1815 году был назначен директором Тайной военной канцелярии (в ведении которой находилось всё военное образование), затем стал президентом Палаты военного управления. В 1821 заменен, но сохранил за собой пост статс-секретаря Военного министерства. С 1823 года был губернатором Дрездена.
Вышел в отставку в 1830 году.

## Награды
Королевства Саксония:
- Орден Рутовой короны
- Военный орден Святого Генриха, большой крест

Прочие:
- Орден Почётного легиона, офицерский крест (Первая Французская империя)